# Onagro (arma de asedio)

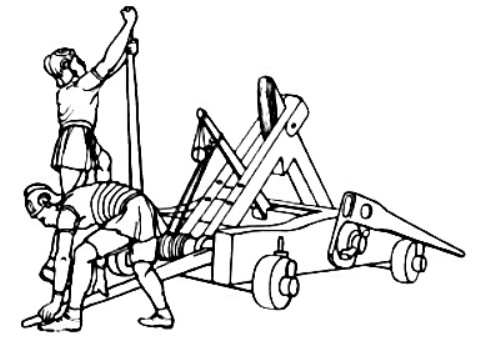
Dibujo de un pequeño onagro romano, según Diels (Antique Technology).

El onagro (del latín ONAGĔR) es una antigua arma de asedio del tipo catapulta, que tenía un mecanismo de torsión. El nombre de onagro es una referencia al asno salvaje asiático del mismo nombre, conocido por su mal genio y que puede lanzar a un hombre a cierta distancia de una coz, al igual que esta arma de asedio lanzaba piedras contra las murallas enemigas.
La primera referencia histórica de esta arma es la del griego Filón hacia el 200 a. C., seguida de la de Apolodoro un siglo después. No obstante, no se guardan descripciones exhaustivas de su aspecto y funcionamiento anteriores al siglo IV, cuando se hizo popular su uso y fueron descritas por los historiadores Vegecio y Amiano Marcelino. Esta pieza de artillería era montada en el lugar del asedio por ocho hombres al menos, sobre una base de tierra aplastada o ladrillos que disminuyera la vibración al ponerse en marcha. Constaba de un marco de madera que servía de base en el suelo, sobre el que se alzaba un marco también de madera (reforzado a veces con pieles) que servía de tope al brazo cuando este salía disparado, evitando así su rotura. Este brazo estaba rematado en su punta por una cuchara o una bolsa de piel colgada en la que se cargaba una piedra pesada que podía lanzarse a una distancia de hasta 800 metros. Antes de ello, el brazo era bajado por un mecanismo de torsión que tiraba de su parte superior por medio de un cilindro giratorio, en el que se ataban las cuerdas unidas al brazo. Este salía disparado al liberar todo el conjunto por medio de una palanca situada en el lateral opuesto a la rueda giratoria que bajaba el brazo. El papel del onagro en los asedios era el de destruir torres de defensa y barrer la parte superior de las murallas de defensores.
Su construcción desapareció con las invasiones bárbaras del siglo V, aunque fue recuperada más tarde, a partir del año 1200. Posteriormente evolucionó hacia un arma de asedio de menor calibre y distancia, el mangonel, que lanzaba varias rocas más pequeñas a distancias de hasta 400 m. El nombre de mangonel deriva del griego magganon, que quiere decir «ingenio de guerra».